# Karvia

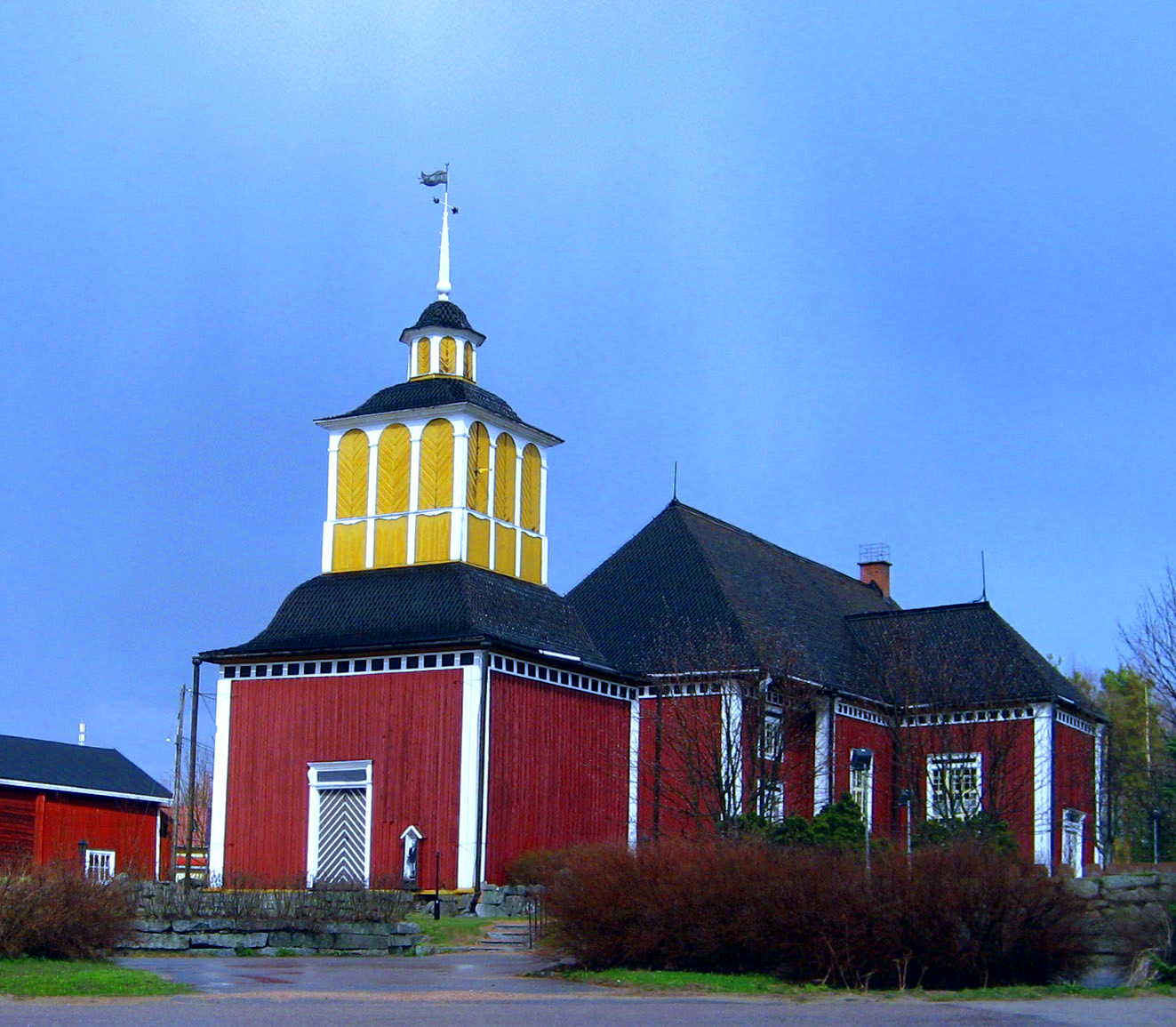
Chiesa di Karvia

Karvia è un comune finlandese di 2240 abitanti, situato nella regione del Satakunta.
Dal 2019 è gemellata con il comune di Viru-Nigula, in Estonia.